# 显微镜下的大明之丝绢案
《显微镜下的大明之丝绢案》（英語：Under The Microscope）是一部2023年的中国大陆古装电视剧，改编自马伯庸小说《显微镜下的大明》中的第一篇《学霸必须死-徽州丝绢案始末》，以明朝万历年间为背景。该剧由爱奇艺和留白影视联合出品，潘安子执导，马伯庸、周荣扬担任编剧，张若昀、王阳、戚薇领衔主演。2021年9月在横店影视城开拍，同年11月杀青。於2023年2月9日爱奇艺首播。

## 播出时间
| 频道     | 所在地   | 播出日期      | 播出时间 | 备注                                                                            |
| -------- | -------- | ------------- | -------- | ------------------------------------------------------------------------------- |
| 爱奇艺   | 中国大陆 | 2023年2月9日  | 20:00    | VIP會員 - 首播日四集 - 每日更新一集 非会员 - 首播日兩集 - 2月27日起每日更新一集 |
| 北京衛視 | 中国大陆 | 2023年7月10日 | 19:30    | 品质剧场                                                                        |

## 演员表

### 主要演员
| 演員   | 角色   | 介紹 |
| 张若昀 | 帅家默 | 27岁，金安府仁华县民，阿斯伯格综合征患者，不通人情，精通算学。 机缘巧合下进入仁华县架阁库，发现人丁丝绢税由仁华县单独承担。 |
| 费启鸣 | 丰宝玉 | 27岁，金安府仁华县学庠生（三等附生），帅家默挚友。 虽为纨绔，但良心未泯，与帅家默一同提告人丁丝绢税一案。 |
| 王阳   | 程仁清 | 金安府揽溪县生员，讼师，军户出身，年少颇有大志。 嘉靖三十八年八月参与乡试，被马文才父子暗算，因“科场舞弊”被黜落，一生与功名无缘。后因生计所迫，做了讼师，外号“程铁嘴”，平时常奉“常理人情正气公心”八字为圭臬。 多次暗中保护帅丰二人，在二人提告人丁丝绢税一案中起到重要作用。 |
| 戚薇   | 丰碧玉 | 丰氏火腿铺掌柜，丰宝玉的姐姐，性格豪爽泼辣。鼓动丰宝玉与帅家默一同提告。 |
| 吴刚   | 范渊   | 揽溪縣鄉紳，隐田大户，豢养杀手。 进士，曾任奉兴按察使司照磨、监察院右佥都御史，以奉直大夫荣退。 |
| 高亚麟 | 黄凝道 | 进士，原监察御史，后调任金安知府。 锐意改革，想借人丁丝绢税一案清除积弊。 |

### 其他演员
| 演員   | 角色   | 介紹 |
| 晗清   | 鹿飛龍 | 在仁华县開賭坊的揽溪县人，后任揽溪县捕班班头，为范渊爪牙。曾多次追杀帅家默及丰宝玉两人。                                                                        |
| 侯岩松 | 方懋珍 | 仁华知县，川渝人士，人称“方石像”。爱好打马吊、收藏奇石，为人和善，为官明哲保身，不愿多事。                                                                      |
| 翟小兴 | 毛攀凤 | 揽溪知县，性格粗疏，习有武艺，任上依附范渊兴办公共工程，曾与鹿飞龙合谋唆使手下老吏焚毁揽溪县架阁库，意欲灭口帅家默及丰宝玉。                                    |
| 房子斌 | 宋仁   | 举人，金安府通判。 嘉靖年间曾任户房掌案，帥敦誠顶头上司，胁迫其帮助大户隐田避税。                                                                               |
| 张帆   | 邓思齐 | 同阳知县，对于算学有较深研究，对帅家默的际遇表示同情。 |
| 钱漪   | 任意   | 万成县主簿，素有贤名，勤勉清廉，体恤百姓。 嘉靖年间曾任仁华县户房吏员，与帥敦誠为同事、挚友，为其保管《丝绢全书》                                               |
| 王同辉 | 刘景   | 奉兴巡按御使，负责吊刷文卷、纠正地方弊案，想借人丁丝绢税一案清丈金安府土地，响应内阁首辅张居正改革。                                                            |
| 康杰   | 馬文才 | 二甲进士，奉興按察使司僉事、分巡金衢兵備道，范渊世侄。 嘉靖三十八年，因嫉妒程仁清才学，在乡试中使用下作手段将其迫害，自己则在大比中一举夺魁，仕途自此平步青云。 |
| 汤梦佳 | 陈小枝 | 陈大山之女，差點被變賣給賭坊老闆鹿飛龍还债，后随父亲在同阳开荒。                                                                                                |
| 范浩军 | 陈大山 | 原为仁华县自耕农，家传五亩田地，为给妻子治病向鹿飞龙借印子钱，后无力偿还，被迫将田地贱卖还债，随后在同阳县开荒种田。                                            |
| 尹鑄勝 | 李世達 | 奉興巡撫、右副都御史。嘉靖年间曾任吏部主事，与范渊同事，审理帥敦誠一案。                                                                                        |
| 李博   | 帥敦誠 | 帥家默的父親，精通算学。 原为仁华县户房掌案宋仁属下书手，任意的同事、挚友，曾著有《丝绢全书》，嘉靖三十八年死于大火。                                           |
| 刘希媛 | 柳月娥 | 帥家默的母親，嘉靖三十八年死于大火。 |